# میرکو ویچویچ
میرکو ویچویچ (انگلیسی: Mirko Vičević؛ زادهٔ ۳۰ ژوئن ۱۹۶۸) بازیکن واترپلو اهل یوگسلاوی بود.
وی در مسابقات کشوری و بین‌المللی در مجموع برندهٔ ۱ مدال طلا شده‌است.